# Bembidion punctatostriatum
Bembidion punctatostriatum es una especie de escarabajo del género Bembidion, familia Carabidae. Fue descrita científicamente por Say en 1823.
Se distribuye por América del Norte, en Canadá y los Estados Unidos. Los miembros de esta especie pueden medir aproximadamente 6,0-7,5 milímetros. Se sabe que frecuentan las orillas y bordes de los ríos, preferiblemente donde abunde la arcilla y arena.

## Sinonimia
- Bembidion sigillare Say, 1830.[1]
- Bembidion stigmaticum Dejean, 1831.[1]